# 里弗賽德 (伊利諾伊州)
里弗賽德（英語：Riverside）是位於美國伊利諾伊州庫克縣的一個村落。

## 地理
里弗賽德的座標為41°49′51″N 87°48′58″W / 41.83083°N 87.81611°W，而該地最高點為海拔高度188米（即617英尺）。

## 人口
根據2010年美國人口普查的數據，里弗賽德的面積為5.17平方千米，當中陸地面積為5.12平方千米，而水域面積為0.05平方千米。當地共有人口8875人，而人口密度為每平方千米1,716人。